# Hörnefors-Strömbäck bruksförsamling
Hörnefors-Strömbäck bruksförsamling var en bruksförsamling inom Svenska kyrkan, vid Hörnefors bruk och Strömbäcks glasbruk i nuvarande Luleå stift i nuvarande Umeå kommun. Församlingen uppgick 1861 i Umeå landsförsamling.
Kyrka var Hörnefors brukskyrka. Innan kyrkan byggdes alternerade brukspredikanten mellan de båda bruken.

## Administrativ historik
Församlingen bildades 1792 genom en utbrytning ur Umeå landsförsamling, dit den återgick 1861.

## Predikanter
Från och med 1791 gick Hörnefors bruks ägare ihop med ägarna av Strömbäcks glasbruk om en gemensam brukspredikant. Som kandidat föreslogs studeranden Jonas Nygren, som godkändes av konsistorium och prästvigdes i juli 1792. Nygren köpte en gård i Hörne by och predikade varannan söndag i Hörnefors brukskyrka, varannan i Strömbäck, fram till 1807. Han fungerade även som skollärare i Hörnefors.